# Cyclamen balearicum
Cyclamen balearicum là một loài thực vật có hoa trong họ Anh thảo. Loài này được Willk. mô tả khoa học đầu tiên năm 1875.

## Hình ảnh

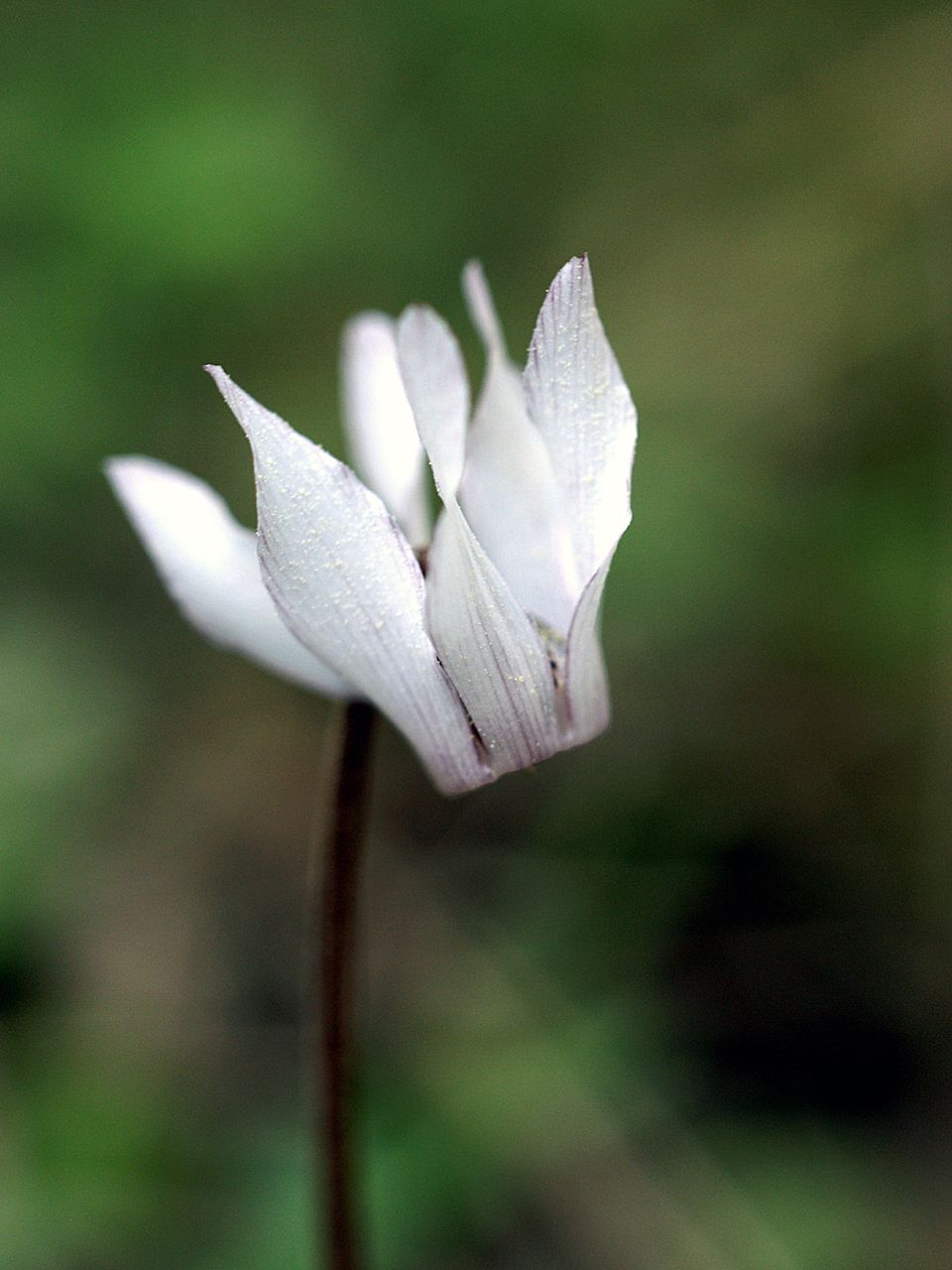
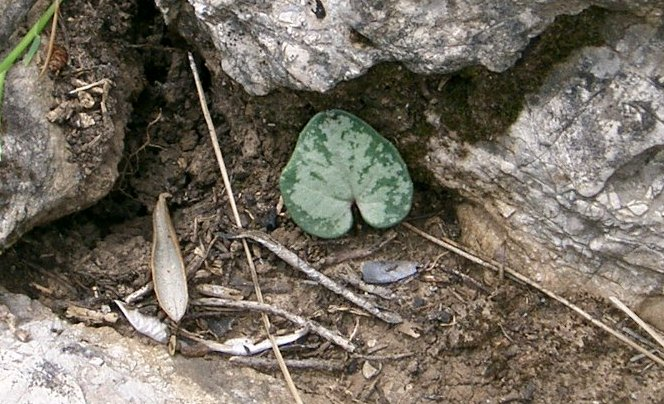
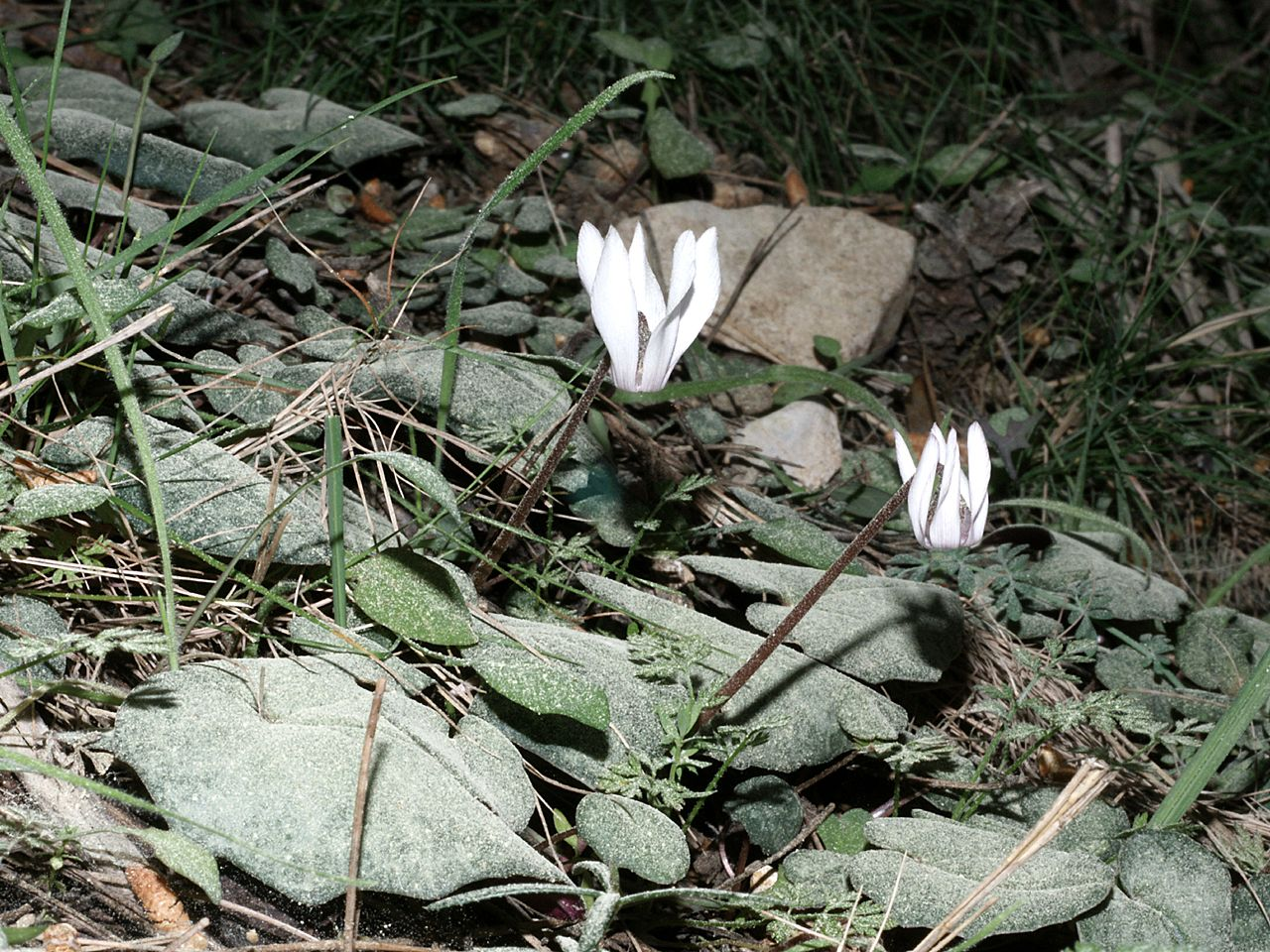
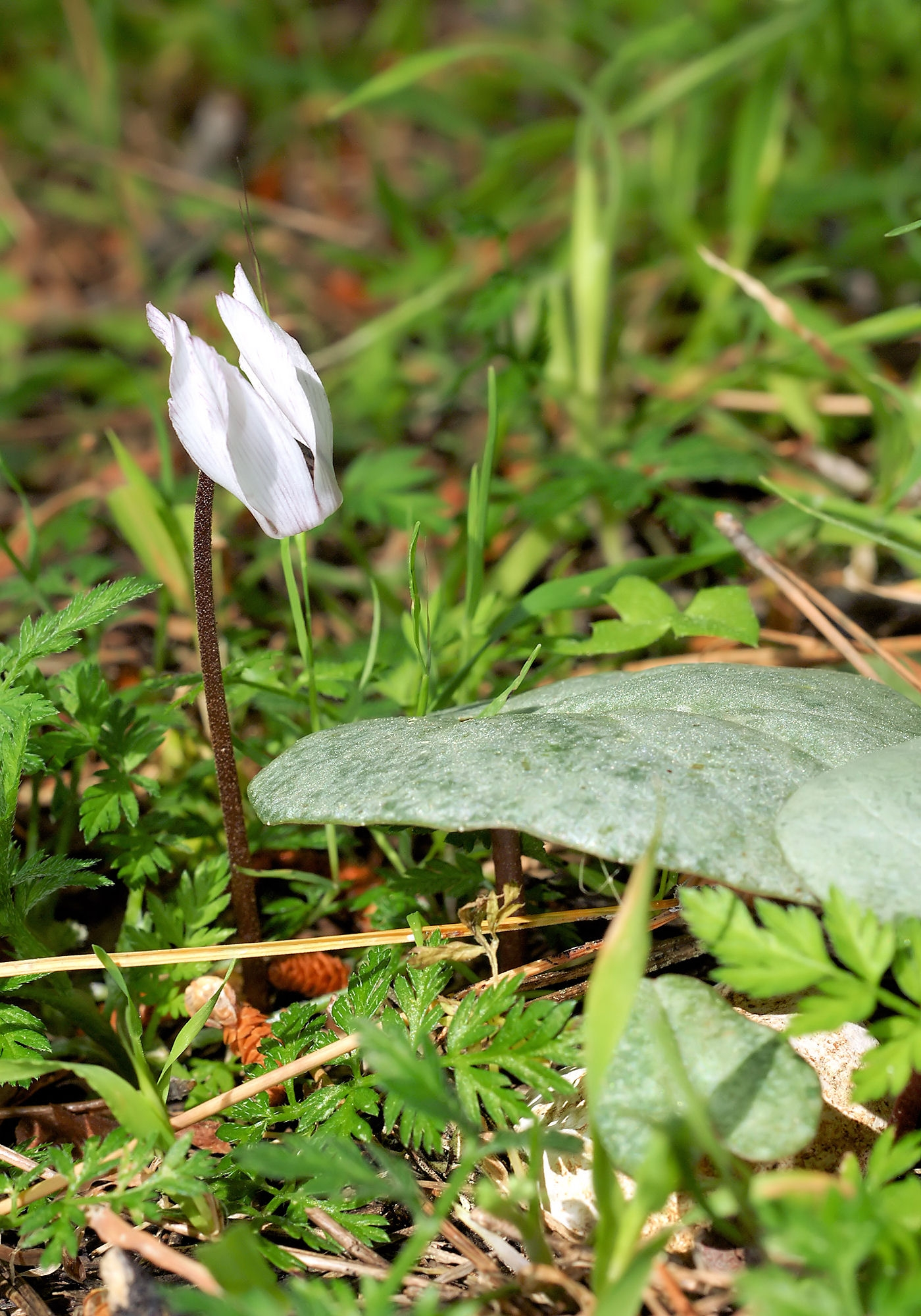